# Budapest Challenger
Il Budapest Challenger è stato un torneo professionistico di tennis giocato su campi in terra rossa. Faceva parte dell'ATP Challenger Series. Si giocava annualmente a Budapest in Ungheria.
Hernán Gumy e Răzvan Sabău detengono il record per maggiori titoli vinti nel singolare, 2 ciascuno, mentre Sergio Roitman stacca gli altri con 4 trofei nel doppio.

## Albo d'oro

### Singolare
| Anno       | Campione               | Finalista               | Punteggio        |
| ---------- | ---------------------- | ----------------------- | ---------------- |
| 2005 (2)   | Boris Pašanski         | Vasilīs Mazarakīs       | 4–6, 6–3, 6–0    |
| 2005       | Răzvan Sabău (2)       | Jean-Claude Scherrer    | 1–6, 7–6(3), 6–3 |
| 2004 (2)   | Stéphane Robert        | Alessio Di Mauro        | 6–1, 4–6, 7–5    |
| 2004       | Novak Đoković          | Daniele Bracciali       | 6–1, 6–2         |
| 2003 (2)   | Marc López             | Mariano Delfino         | 6–4, 2–6, 7–5    |
| 2003       | Johan Settergren       | Boris Pašanski          | 7–5, 6–4         |
| 2002 (2)   | Dennis van Scheppingen | Salvador Navarro        | 3–6, 6–3, 6–4    |
| 2002       | Mariano Delfino        | Joaquin Muñoz Hernández | 6–3, 6(5)–7, 6–1 |
| 2001       | Giorgio Galimberti     | Jarkko Nieminen         | 6–4, 5–7, 6–1    |
| 2000 (2)   | Diego Moyáno           | Vasilīs Mazarakīs       | 6–3, 6–0         |
| 2000       | Edwin Kempes           | Jérôme Golmard          | 6–4 rit.         |
| 1999       | Stéphane Huet          | Werner Eschauer         | 6–3, 7–5         |
| 1998 (2)   | Renzo Furlan           | Christophe Van Garsse   | 6–2, 6–3         |
| 1998       | Marcos Ondruska        | Davide Sanguinetti      | 4–6, 7–5, 7–6    |
| 1997 (2)   | Jan Frode Andersen     | Francisco Costa         | 7–6, 2–6, 6–2    |
| 1997       | Steven Randjelovic     | Joaquin Muñoz Hernández | 4–6, 6–3, 6–0    |
| 1996 (2)   | Răzvan Sabău (1)       | Attila Sávolt           | 6–2, 6–2         |
| 1996       | Hernán Gumy (2)        | Karim Alami             | 2–6, 6–2, 6–3    |
| 1995 (2)   | Carlos Moyá            | József Krocskó          | 6–2, 6–7, 6–4    |
| 1995       | Jiří Novák             | Félix Mantilla          | 6–1, 2–6, 6–2    |
| 1994 (2)   | Kris Goossens          | Christian Ruud          | 4–6, 6–3, 6–2    |
| 1994       | Hernán Gumy (1)        | Francisco Montana       | 6–4, 6–2         |
| 1993       | Jean-Philippe Fleurian | Sándor Noszály          | 6–4, 6–3         |
| 1992- 1990 | Non disputato          | Non disputato           | Non disputato    |
| 1989       | Per Henricsson         | Branislav Stankovič     | 7–5, 2–6, 7–6    |
| 1988       | Roland Stadler         | Sándor Noszály          | 4–6, 6–3, 6–0    |
| 1987       | Petr Korda             | Aleksandr Zverev        | 5–7, 6–3, 6–2    |
| 1986       | Jörgen Windahl         | Jaroslav Navrátil       | 6–1, 7–5         |

### Doppio
| Anno       | Campioni                                   | Finalisti                               | Punteggio             |
| ---------- | ------------------------------------------ | --------------------------------------- | --------------------- |
| 2005 (2)   | Leonardo Azzaro Sergio Roitman (4)         | Philipp Petzschner Lars Übel            | 6–3, 5–7, 6–3         |
| 2005       | Stephen Huss Johan Landsberg               | Amir Hadad Harel Levy                   | 7–6(4), 6–1           |
| 2004 (2)   | Juan Pablo Brzezicki Mariano Delfino       | Ignacio González-King Juan Pablo Guzmán | 2–6, 6–3, 6–2         |
| 2004       | Kornel Bardoczky (2) Gergely Kisgyorgy (2) | Daniele Bracciali Manuel Jorquera       | 6–4, 6–2              |
| 2003 (2)   | Ignacio González-King Juan Pablo Guzmán    | Kornel Bardoczky Gergely Kisgyorgy      | 7–5, 4–6, 6–3         |
| 2003       | Kornel Bardoczky (1) Gergely Kisgyorgy (1) | Thomas Blake Jason Marshall             | 7–6(4), 6–0           |
| 2002 (2)   | Paul Baccanello Sergio Roitman (3)         | Jan Frode Andersen Oliver Gross         | 6–4, 6(5)–7, 6–5 rit. |
| 2002       | Karol Beck Jaroslav Levinský               | Mariano Hood Sebastián Prieto           | 3–6, 6–4, 6–1         |
| 2001       | Daniel Melo Sergio Roitman (2)             | Jordan Kerr Damien Roberts              | 6–2, 6–4              |
| 2000 (2)   | Sergio Roitman (1) Andrés Schneiter        | David Miketa David Škoch                | 6–3, 6–3              |
| 2000       | Thomas Shimada Myles Wakefield             | Irakli Labadze Dinu Pescariu            | 6–2, 3–6, 6–3         |
| 1999       | Harel Levy Noam Okun                       | Daniel Fiala Leoš Friedl                | 6–4, 4–6, 6–2         |
| 1998 (2)   | Gábor Köves Thomas Strengberger            | Leoš Friedl Radek Štěpánek              | 6–4, 6–4              |
| 1998       | Chris Haggard Paul Rosner                  | Diego del Río Grant Silcock             | 6–4, 6–2              |
| 1997 (2)   | Nebojša Đorđević Dušan Vemić               | Kornel Bardoczky Miklos Jancso          | 6–1, 3–6, 6–4         |
| 1997       | Nuno Marques (3) Tom Vanhoudt (3)          | Aleksandar Kitinov Greg Van Emburgh     | 2–6, 6–4, 6–3         |
| 1996 (2)   | László Markovits Attila Sávolt             | Tuomas Ketola Borut Urh                 | walkover              |
| 1996       | Nuno Marques (2) Tom Vanhoudt (2)          | Eyal Ran Laurence Tieleman              | 6–4, 6–1              |
| 1995 (2)   | Emanuel Couto (2) João Cunha e Silva (2)   | Gábor Köves László Markovits            | 4–6, 7–5, 6–4         |
| 1995       | Pablo Albano Hendrik Jan Davids            | Rikard Bergh Matt Lucena                | 6–4, 6–4              |
| 1994 (2)   | Emanuel Couto (1) Tamas Gyorgy             | Jeff Belloli Aleksandar Kitinov         | 6–2, 7–5              |
| 1994       | João Cunha e Silva (1) Nuno Marques (1)    | Gábor Köves László Markovits            | 6–7, 6–4, 7–6         |
| 1993       | Filip Dewulf Tom Vanhoudt (1)              | Stefano Pescosolido Massimo Valeri      | 7–5, 6–3              |
| 1992- 1990 | Non disputato                              | Non disputato                           | Non disputato         |
| 1989       | Peter Bastiansen Per Henricsson            | George Cosac Florin Segărceanu          | 4–6, 6–4, 6–3         |
| 1988       | Denis Langaskens Eduardo Masso             | Peter Bastiansen Peter Flintsø          | 6–4, 7–5              |
| 1987       | Josef Čihák Cyril Suk (2)                  | Christer Allgårdh David Engel           | 6–2, 7–6              |
| 1986       | Stanislav Birner Cyril Suk (1)             | Peter Bastiansen Brett Buffington       | 6–1, 7–5              |